# Lucas Duque
Lucas Rodrigues Duque (15 de março de 1984), conhecido como Tanque, é um jogador de rugby sevens e union brasileiro.

## Carreira
Tanque integrou o elenco da Seleção Brasileira de Rúgbi de sete que ficou em 12.° lugar na Rio 2016. Também foi o capitão e o kicker da equipe.